# Sherwin Wine
Sherwin T. Wine (Detroit, 25 gennaio 1928 – Essaouira, 21 luglio 2007) è stato un rabbino statunitense, fondatore della Society for Humanistic Judaism.
Dopo aver studiato all'Università del Michigan e al Reform Judaism's Hebrew Union College nel 1963 fonda a Birmingham, nei pressi di Detroit il Birmingham Temple, la prima comunità ebraica umanista.
È stato co-presidente dell'International Federation of Secular Humanistic Jews.
Il 21 luglio 2007 è morto in un incidente stradale in Marocco.